# Pulvinaria flava
Pulvinaria flava är en insektsart som beskrevs av Takahashi 1955. Pulvinaria flava ingår i släktet Pulvinaria och familjen skålsköldlöss. Inga underarter finns listade i Catalogue of Life.